# Боривоје Ценић
Боривоје Бора Ценић (Београд, 25. септембар 1930 — Београд, 13. јануар 2021) био је југословенски и српски кошаркаш и кошаркашки тренер.

## Биографија
Рођен је у Београду 1930. године, мајка му је преминула пред Други светски рат, 1939. године, а отац је био војно лице, који је био одведен у заробљеништво, па је Бора детињство и ратни период провео са бабом и дедом и често се селио.
Тренирао је стони тенис, а кошарка га је привукла 1946. године гледајући утакмице на Калемегдану, посебно уживајући у утакмицама Александра Геца и Срђана Калембера.
Основна преокупација Ценића била је методика, на коју тему је написао неколико књига, као тренер је водио рачуна о детаљима, било му је битно да се створе асови, а упорност је сматрао као највећу врлину. Највећи део каријере провео је радећи са младима и сматрао је да му је то највеће задовољство, срећа и признање. Кошарка му је омогућила да доста путује, а сматра да му је највећи успех рад са тренерима док је радио на Факултету спорта и физичког васпитања Универзитета у Београду на одсеку кошарка са Станиславом Паунићем и на Вишој кошаркашкој школи при Кошаркашком савезу Југославије.
Поред медаља која је освојио као тренер, Ценић је добитник Награде Савеза спортова Београда и Награде за животно дело Удружења кошаркашких тренера Србије, као и Сребрне лопте Кошаркашког савеза Србије.
Преминуо је 13. јануара 2021. године у Београду, а сахрањен у Алеји заслужних грађана на Новом гробљу у Београду.

## Каријера
Спортом је почео да се бави у београдском  Железничару са петнаест година где је играо стони тенис, а тек касније почео да игра кошарку за исти тим. Заједно са Тодором Лазићем отишао је у Црвену звезду на пробу, где су им како Ценић каже „провлачили лопту кроз уши”, па су обојица одустали брзо. На наговор Бранислава Рајачића са којим су Ценић и Лазић заједно ишли у школу, одлазе у београдски Железничар где почињу кошаркашку каријеру.
Ценић је играо у јуниорима Железничара 1947. године, Цуца Васић му је био тренер, а касније Драган Гоџић и Миле Благојевић.
Године 1948. Ценић одлази у БКК Раднички заједно са Тодором Лазићем и тамо наступа за сениоре, заједно са Ђакицом Рајковићем, касније играчем и тренером ОКК Београд. Кошарку је играо у београдском насељу Крст на шљаци, земљи и са шивеним лоптама, а читаве дане проводио је на терену. До 1950. године Ценић је играо за Раднички али је тада већ тренирао млађе категорије, јер је желео да буде кошаркашки тренер. Након тога одлази у БАСК у Цареву Ћуприју где је играо још једну сезону, да би се 1951. године вратио у Раднички, где је тренирао младе мушке и женске категорије.
Као тренер у БКК Раднички остао је до 1959. године и у тим периоду стигао до другог места првенства Југославије за јуниоре, где је његов тим у финалу изгубио утакмицу од Олимпије из Љубљане за коју је наступао Борут Басин. Након тога Ценић је упијао знање од Немање Ђурића и радио са Миодрагом Николићем.
Године 1959. на позив Страхиње Алагића прелази у Црвену звезду где је тренирао јуниоре и јуниорке, да би се 1962. године вратио у Раднички и преузео женски сениорски тим. Ценић је плату добијао од продатих улазница на утакмицама. Са женским тимом Радничког освојио је четири пута првенство Југославије (1964, 1965, 1966 и 1968). Године 1960. Ценић је предводио женску кошаркашку репрезентацију Југославије на Европском првенству у Бугарској 1960. где је Југославија заузела пето место. Године 1968. био је помоћни тренер Ладиславу Демшару на Европском првенству за жене у Италији, где је репрезентација Југославија освојила сребрну медаљу.
У периоду од 1968. до 1972. године у ОКК Београд радио је самостално и као помоћни тренер Борислава Станковића и Бранислава Рајачића. Истовремено је радио са женском јуниорском репрезентацијом у периоду од 1967. до 1969. године. Женску репрезентацију Југославије водио је на Европским првенствима у Бугарској, Италији и Француској. Од 1971. до 1975. године женску репрезентацију Југославије водио је на пет Балканијада, као и „Б” јуниорску женску репрезентацију Југославије.
Академским радом бавио се од 1977. до 1982. године, а једну сезону провео је као саветник у Слоги из Краљева. У Грчкој је тренирао Аполон Патру током сезоне 1982/83, да би следеће године отишао у Кувајт и тренирао Казму од 1983. до 1986. године са којом је завршио као други у лиги све четири године иза Ал Кације, која је у то време била најбољи клуб у држави.
Након повратка из Кувајта провео је једну годину у Партизану где је радио са млађим категоријама, да би након тога преузео Јагодину, где је остао током сезоне 1987/88. Од 1988. до 1993. године радио је на оснивању, а затим и као координатор школе кошарке Звездара у Београду. Као координатор радио је са млађим категоријама ОКК Београд од 1993. до 1995. године, да био од 1995. до 2000. године радио у Кошаркашком савезу Југославије као директор свих млађих селекција. Од 2000. године учествовоао је у раду кошаркашких кампова у Србији као стручни сарадник.